# Arthur Böttgen
Arthur Böttgen (* 1919; † unbekannt) war ein deutscher Fußballspieler.

## Karriere
Böttgen gehörte von 1937 bis 1948 dem FSV Frankfurt als Mittelfeldspieler an, für den er zunächst von 1937 bis 1941 in der Gauliga Südwest, in einer von zunächst 16, später auf 23 aufgestockten Gauligen zur Zeit des Nationalsozialismus als einheitlich höchste Spielklasse im Deutschen Reich spielte, von 1939 bis 1941 in der Staffel Mainhessen, von 1941 bis 1944 in der Gauliga Hessen-Nassau und zuletzt in der Staffel 3 – Frankfurt, die nach nicht komplett ausgetragenen fünf Spieltagen abgebrochen wurde.
Seine Premierensaison schloss er mit seiner Mannschaft als Fünftplatzierter ab, die Folgesaison bereits als Zweitplatzierter mit drei Punkten Abstand zum Gaumeister Wormatia Worms ab. Die am 27. August 1939 mit dem ersten Spieltag begonnene Folgesaison wurde mit Beginn des Zweiten Weltkriegs nach dem ersten Spieltag unterbrochen und später in zwei Staffeln zu je sieben Mannschaften neu angesetzt. Ab Saisonende schloss der FSV Frankfurt die Staffel Mainhessen als Drittplatzierter ab.
Während seiner Vereinszugehörigkeit nahm er am Wettbewerb um den Tschammerpokal, dem seit 1935 eingeführten Pokalwettbewerb für Vereinsmannschaften, teil. Sein Debüt gab er am 29. August 1937 bei der 0:2-Erstrundenniederlage beim VfB Mühlburg.
Im Wettbewerb 1938 kam er in allen sieben Spielen, das Finale mit eingeschlossen, zum Einsatz. Das erst am 8. Januar 1939 im Berliner Olympiastadion ausgetragene Finale gegen den SK Rapid Wien ging mit 1:3 verloren. Trotz der in der 17. Minute durch Franz Dosedzal erzielten Frankfurter Führung, ging das Spiel in der berühmten Rapid-Viertelstunde innerhalb von zehn Minuten durch Tore von Georg Schors (80.), Johann Hofstätter (85.) und Franz Binder (90.) verloren.
Nach dem Ende des Zweiten Weltkriegs spielte er von 1945 bis 1948 in der neugeschaffenen Oberliga Süd, die am 4. November 1945 ihren Spielbetrieb aufnahm. Nach der 10. und 14. Platzierung erzielte er mit seiner Mannschaft in seiner letzten Saison mit dem siebten Platz das beste Saisonergebnis.

## Erfolge
- Tschammerpokal-Finalist 1938